# Flugunfall der ČSA bei Bratislava 1954
Der Flugunfall der ČSA bei Bratislava 1954 ereignete sich am 12. Dezember 1954. An diesem Tag verunfallte eine auf dem Flughafen Prag gestartete und auf dem Flughafen Brno zwischengelandete Douglas DC-3/C-47A der ČSA im Landeanflug auf den Flughafen Bratislava. Bei dem Unfall kamen alle vier Insassen der Maschine ums Leben.

## Maschine
Bei dem Flugzeug handelte es sich um eine Douglas DC-3/C-47A-10DK, die während des Zweiten Weltkrieges im Werk der Douglas Aircraft Company in Oklahoma City, Oklahoma gebaut und 1944 mit der Werknummer 12449 und dem militärischen Luftfahrzeugkennzeichen 42-92717 an die United States Army Air Forces (USAAF) ausgeliefert wurde. Nach dem Krieg wurde die Maschine als Überbestand der USAAF kategorisiert und ausgeflottet. Die Maschine kam anschließend zu der ČSA Československé Aerolinie, bei der sie am 11. Juli 1946 mit dem neuen Luftfahrzeugkennzeichen OK-WDK den Betrieb aufnahm. Das zweimotorige Mittelstreckenflugzeug wurde von zwei Doppelsternmotoren Pratt & Whitney R-1830-92 Twin Wasp mit je 1.200 PS Leistung angetrieben.

## Insassen
Da es sich um einen Frachtflug handelte, befand sich lediglich eine vierköpfige Besatzung an Bord.

## Wetter
Zum Unfallzeitpunkt herrschten in dem Gebiet schwierige Wetterverhältnisse. Die Sichtweite betrug etwa 1.800 Meter, der Himmel war in 80 Metern Höhe bewölkt (zu mehr als 70 Prozent mit Wolken bedeckt), in einer Höhe von 200 Metern gab es eine durchgehende Wolkendecke. Es regnete stark, zudem herrschten starke Vereisungsbedingungen.

## Unfallhergang
Der Flug wurde in den späten Abendstunden und bei Dunkelheit durchgeführt. Die Flugstrecke von Prag nach Brno wurde ohne besondere Vorkommnisse geflogen. Um 22:42 Uhr kontaktierte die Besatzung die Flugsicherung in Brno und erbat eine Freigabe zum Anflug auf Landebahn 23 des Flughafens, die umgehend erteilt wurde.
Während des Fliegens einer Kurve, um die Maschine auf den Anflugkurs zu bringen, prallte die Maschine in einer Höhe von 200 Metern über dem Meeresspiegel ins Gelände und brannte aus. Alle vier Insassen wurden dabei getötet. Der Unfallort befand sich bei Pezinok, in 14,5 Kilometern Entfernung zur Landebahnschwelle sowie 1.500 Meter rechts der Anfluggrundlinie.

## Ursache
Das Wrack der Maschine wurde nach zwei Tagen aufgefunden. Bei der Untersuchung der Trümmer stellten die Ermittler fest, dass die Heizung der Pitotrohre ausgeschaltet gewesen war. Aufgrund der Umstände des Unfalls kamen sie zu dem Ergebnis, dass die Pitotrohre durch Regen oder Eisbildung blockiert waren. Aus diesem Grund seien falsche Werte hinsichtlich der Flughöhe und Fluggeschwindigkeit ins Cockpit übermittelt worden. Die Besatzung habe daraufhin die Maschine auf eine Flughöhe von 70 Metern über der Höhe des Flughafens (200 Meter über Null) sinken lassen. An der entsprechenden Stelle habe die Sicherheitsflughöhe dagegen 600 Meter betragen.